# International Anthem Recording Company
International Anthem Recording Company ist ein unabhängiges US-amerikanisches Musiklabel mit Sitz in Chicago.

## Geschichte
International Anthem wurde im Dezember 2014 von Scottie McNiece und David Allen gegründet. Ihr Ziel war es, Musiker aus dem Umkreis der Association for the Advancement of Creative Musicians wie etwa Jaimie Branch zu dokumentieren. Das Label verstand sich dabei nie als ein Jazz-Label, sondern hat in seiner Tätigkeit versucht, diese Grenzen zu verwischen. Den Label-Gründern geht es eher um eine „Boundary-defying music“ (Musik, die sich Grenzen widersetzt).
Erste Veröffentlichung war Rob Mazureks Album Alternate Moon Cycles im Jahr 2014. Zu den von dem Label betreuten Künstlern gehören Jaimie Branch, Makaya McCraven, Dezron Douglas & Brandee Younger (Force Majeure), Ben LaMar Gay, Nick Mazzarella, Aquiles Navarro & Tcheser Holmes, Jeff Parker (The New Breed, Suite for Max Brown, Forfolks) und die Formation Dos Santos (Logos). Ein Sublabel des Unternehmens ist Intergalactic Mantra Recording Co.
Das Label und seine Veröffentlichungen erregten schnell Aufmerksamkeit – insbesondere McCravens Album In the Moment, das die Unterstützung des britischen DJs und Produzenten Gilles Peterson erhielt. In etwas mehr als zwei Jahren hat International Anthem die Vinyl-Ausgabe von In the Moment dreimal neu gepresst und die CD-Version zweimal (was etwa 3.500 physischen Verkäufen entspricht). Das Label konnte es sich nun leisten, den ersten Alben seines Künstlerstamms weitere Alben folgen zu lassen. 2019 erschienen neben Branchs Fly or Die II: Bird Dogs of Paradise Veröffentlichungen von Damon Locks, dem Black Monument Ensemble (Where Future Unfolds), Resavoir, Junius Pauls Ism (2019) und das Debütalbum von Angel Bat Dawid, The Oracle, dem 2020 ihr Album LIVE und Hush Harbor Mixtape Vol. 1 Doxology (2021) ebenso wie Irreversible Entanglements mit Who Sent You? folgten. Nun öffnete sich das Label mit dem Londoner Saxophonisten Alabaster DePlume auch Künstlern, die nicht aus Chicago stammten. 2021 erhielt das zweite Album vom Damon Locks Black Monument Ensemble, NOW, zahlreiche positive Kritiken, wie auch Ben LaMar Gays Certain Reveries (2022). Eine  weitere Veröffentlichung war 2024 die symphonische Suite Gratitude von Cassie Kinoshi.